# 上海海鴎照相機
上海海鷗照相機（シャンハイハイオウチャオシアンチー、簡体字: 上海海鸥照相机、拼音: shànghǎi hǎiōu zhàoxiàngjī）は、中華人民共和国のカメラメーカー。日本語では上海海鷗カメラとも。英語名 Shanghai Seagull Camera。略称海鷗（海鸥、拼音: hǎiōu）、シーガル (Seagull)
本社は上海。

## 略史
1958年、上海照相機廠（上海照相机厂）が成立。
海鷗（海鸥）ブランドは1967年から、上海（上海）ブランドに替わって使用開始された。
現在の法人「上海海鷗照相機有限公司（上海海鸥照相机有限公司）」は1997年成立。

## 主なカメラ

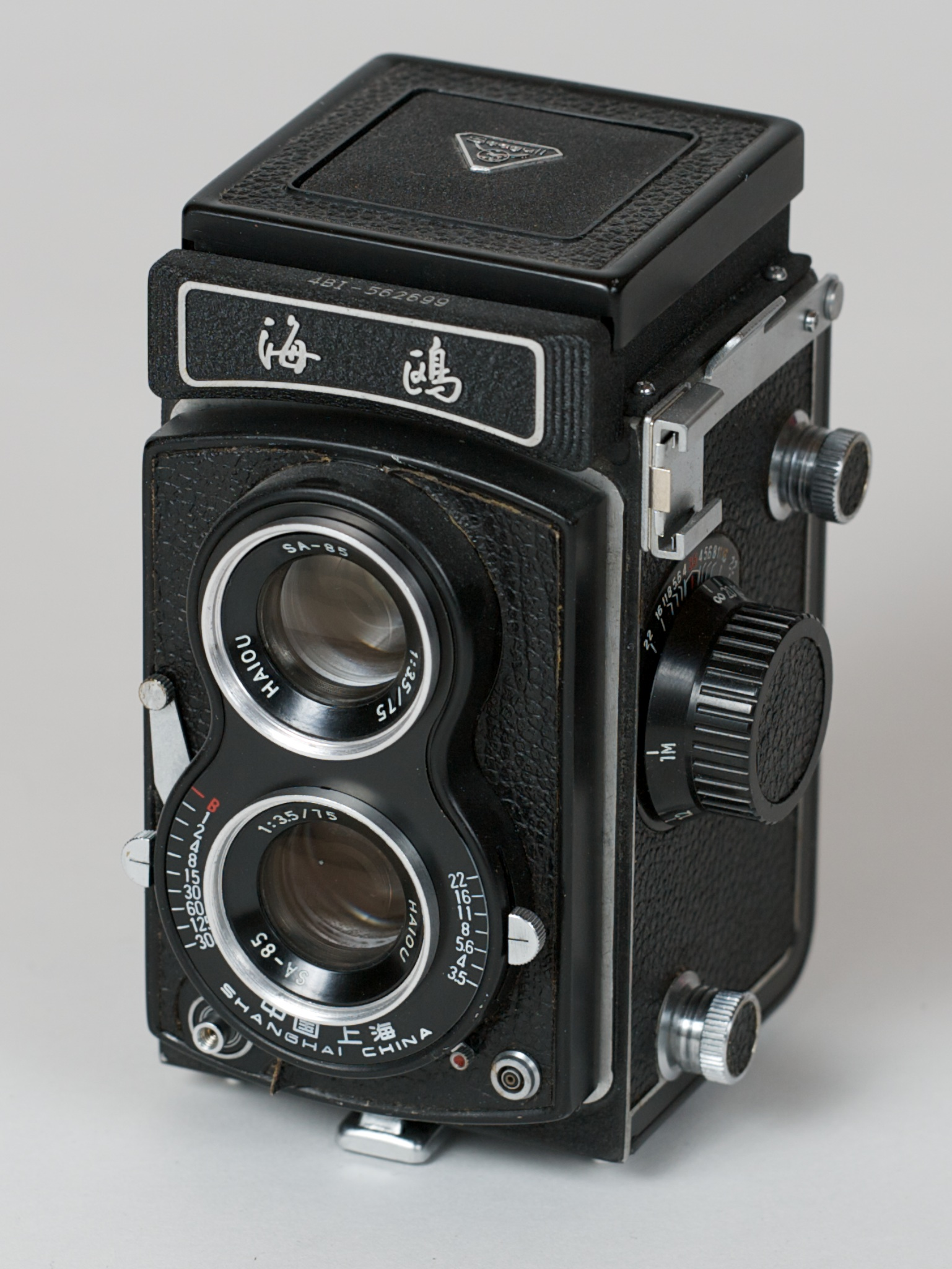
海鷗4型(B1)

1949年の新中国建国から20周年を記念し、ドイツの最高級「ライカM3」に比肩するカメラを製造すべし旨の毛沢東夫人江青の指示を受けて作られたライカM3に比肩する類似設計の「紅旗20」もこのメーカー製といわれる。
2010年現在新品で海鷗4シリーズの二眼レフが日本でも比較的容易に入手できる（かつては日本のテクサなどに二眼レフをOEM供給していた）。
- 海鷗4シリーズ（4・4A・4B・4B1）（二眼レフ）
- 海鷗203・205
- DF5000（一眼レフ、ミノルタMDマウント互換）
- 上海58-I・II（レンジファインダー）
- 東風1969年発売：ハッセルブラッド500Cをモデルとした6×6判一眼レフで最高級レンズシャッター式カメラで約97台製造（ファインダー前面に毛沢東の筆による東風のロゴマークがある）。交換レンズとして80mmF2.8、50mmF4、150mmF4が提供された。
- 紅旗20 1971年発売：ライカM3・M4をモデルにし,形状に丸味をもたせず八角形に改良,巻き戻しレバー,裏蓋横開閉式に全面改良した最高級機で271台製造（レンジファインダー、軍艦部に毛沢東の筆によるロゴマークがある）。交換レンズとして35mmF1.4、50mmF1.4、90mmF2が提供された（交換レンズマウント規格はライカ社のMシリーズカメラと互換性のあるバヨネットマウント）。
- 海鷗501
- KJ・KE（コンパクトカメラ）